# Delizia di Fossadalbero
La Delizia di Fossadalbero è un edificio storico che si trova nella frazione di Fossadalbero di Ferrara. Edificata da Niccolò III d'Este nella prima metà del XV secolo divenne una delle Delizie estensi per volontà di Borso d'Este.

## Storia

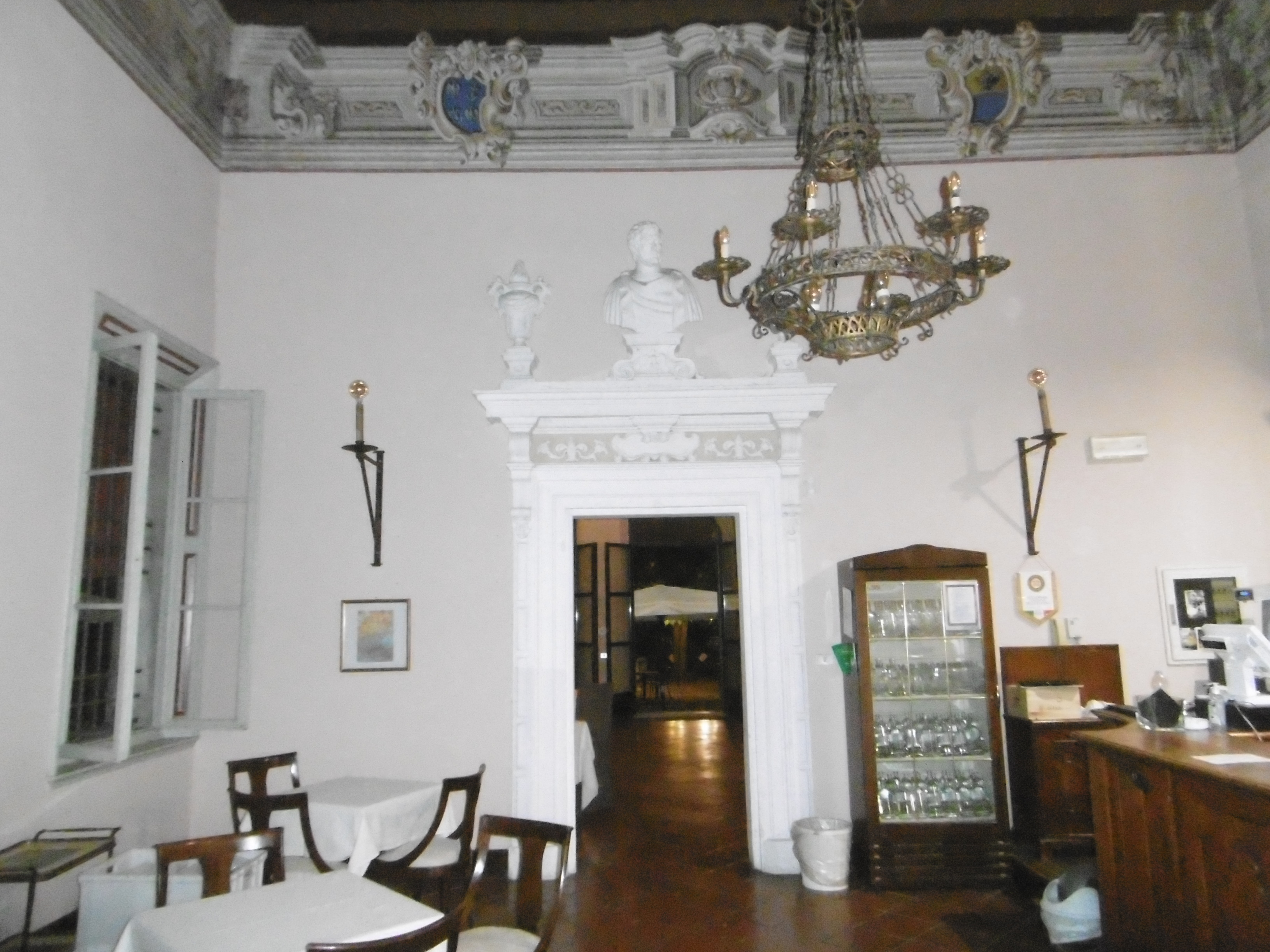
Una sala interna

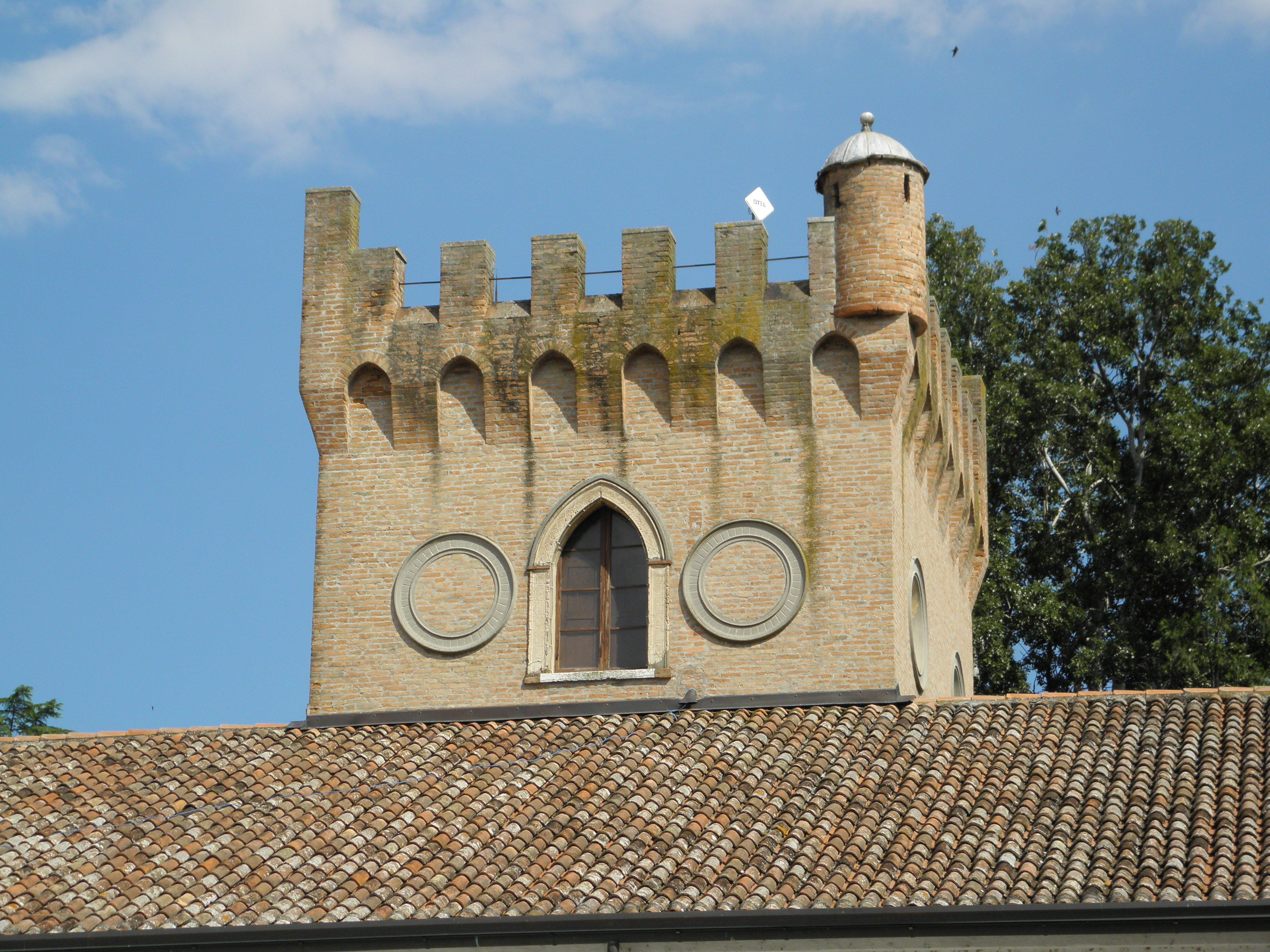
Torre merlata.

La sua costruzione iniziò durante la prima metà del XV secolo per volontà di Niccolò III d'Este che ne affidò il progetto e la direzione dei lavori a Giovanni da Siena. Nello stesso periodo veniva costruita la non lontana Delizia di Belriguardo. Nelle sue stanze probabilmente si conobbero e si diedero convegno la giovane moglie del marchese Parisina e il figlio Ugo, il cui amore ebbe un tragico epilogo.
Quando salì al potere Borso d'Este l'edificio venne ingrandito ed arricchito, assumendo la funzione di una vera Delizia.
In tempi di poco successivi il palazzo venne acquistato dalla famiglia Mosti e Alfonso I d'Este concesse loro l'arma ducale e l'appellativo Estense. Nel XVIII secolo entrò tra i beni degli antenati di Tancredi Mosti Trotti Estense e quest'ultimo, che a Ferrara già possedeva il palazzo Trotti Mosti, fece restaurare la struttura. In quell'occasione, nel 1900, nel parco della villa fu costruito il primo campo da tennis. La proprietà passò ancora di mano sino a diventare, nella parte finale del XX secolo, sede di un club privato.

## Descrizione
L'edificio ha l'aspetto di una struttura fortificata, e viene anche chiamato per questo castello di Fossadalbero. La parte più antica ha una torre con merlatura guelfa inoltre la forma militaresca è arricchita da rivellini e avancorpi di difesa. Le grandi dimensioni permettono al palazzo di avere 44 stanze di grandi dimensioni, rifiniture con soffitti a cassettoni, una cappella privata e un ampio parco.